# Pernilla Larsson

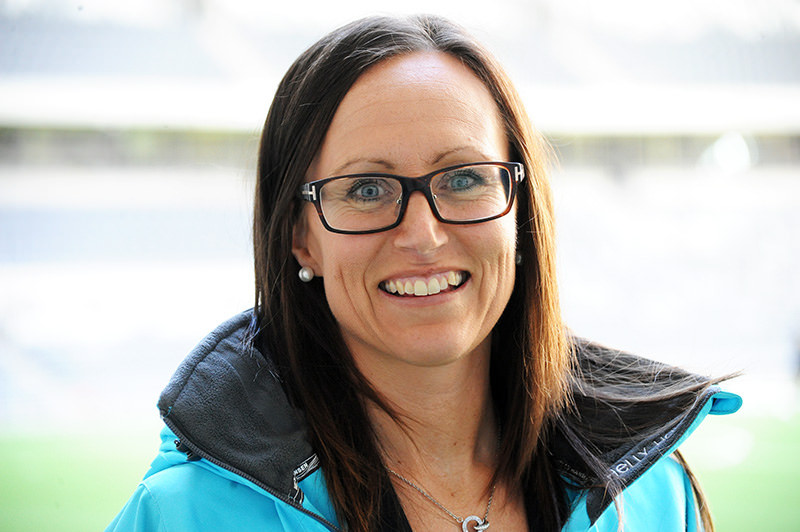
Pernilla Larsson (2015)

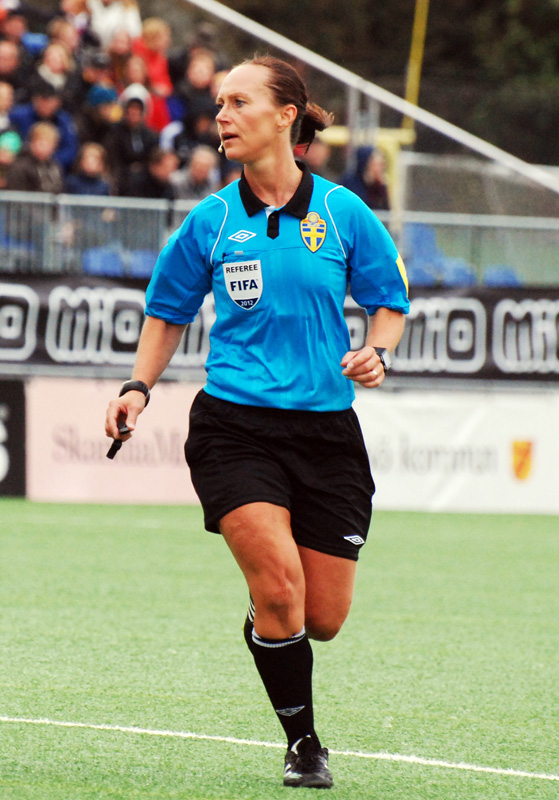
Pernilla Larsson (2012)

Pernilla Larsson (* 18. September 1976) ist eine ehemalige schwedische Fußballschiedsrichterin.
Von 2010 bis 2021 stand Larsson auf der Liste der FIFA-Schiedsrichter und leitete internationale Fußballpartien.
Bei der Weltmeisterschaft 2015 in Kanada leitete Larsson mit ihren Assistentinnen Anna Nyström und Natalie Aspinall ein Gruppenspiel. Auch bei der Europameisterschaft 2017 in den Niederlanden pfiff sie eine Partie in der Gruppenphase.
Zudem leitete sie zwei Partien bei der U-19-Europameisterschaft 2011 in Italien, drei Partien inklusive des Finales bei der U-20-Weltmeisterschaft 2012 in Japan sowie drei Partien inklusive eines Halbfinales bei der U-17-Weltmeisterschaft 2014 in Costa Rica.
2017 wurde Larsson als schwedische Schiedsrichterin des Jahres ausgezeichnet.